# DC Super Hero Girls : Héroïne de l'année
Pour les articles homonymes, voir DC Super Hero Girls (homonymie).
Série DC Super Hero Girls
DC Super Hero Girls : Jeux intergalactiques
(2017)
Pour plus de détails, voir Fiche technique et Distribution.
DC Super Hero Girls : Héroïne de l'année (DC Super Hero Girls: Hero of the Year), est un film d'animation américain réalisé par Cecilia Aranovich et sorti directement en vidéo en 2016.
C'est le premier film d'animation adapté de la franchise de jouets DC Super Hero Girls, elle-même inspirée des personnages de l'éditeur DC Comics. Il se déroule parallèlement à la série télévisée DC Super Hero Girls et est un hors-série dans la collection DC Universe Animated Original Movies.

## Synopsis
C'est bientôt la cérémonie de L'héroïne de l'année à Super Hero High et les filles sont plus motivées que jamais pour remporter le titre. Mais l'évènement est gâché par Eclipso qui désire créer l'arme suprême en s’appropriant des objets précieux en provenance de différentes planètes de l'univers. Accompagnée d'un mystérieux acolyte, Dark Opal, elle est prête à tout pour réussir son plan. Les filles vont devoir s'associer pour sauver non seulement leur école mais aussi le monde.

## Fiche technique
- Titre original : DC Super Hero Girls: Hero of the Year
- Titre français et québécois : DC Super Hero Girls : Héroïne de l'année
- Réalisation : Cecilia Aranovich
- Scénario : Shea Fontana
- Musiques : Shaun Drew
- Montage : Molly Yahr
- Casting : Collette Sunderman
- Production : Jennifer Coyle
- Sociétés de production : DC Entertainment et Warner Bros. Animation
- Société de distribution : 
  -  États-Unis : Warner Home Video
  -  France : Warner Bros. France
- Pays d'origine : États-Unis
- Langue : anglais
- Format : Couleurs - 1.78:1 - Dolby Digital
- Durée : 72 minutes
- Genre : Animation
- Dates de sortie :
  -  États-Unis : 24 juillet 2016 (avant-première à la San Diego Comic-Con International 2016) ; 9 août 2016 (sortie numérique) ; 23 août 2016 (sortie DVD)
  -  Canada /  Québec : 23 août 2016 (directement en DVD)
  -  France : 9 août 2016 (sortie numérique) ; 28 septembre 2016 (sortie DVD)

## Distribution

### Voix originales
- Grey DeLisle : Wonder Woman
- Anais Fairweather : Kara Zor-El / Supergirl
- Mae Whitman : Barbara Gordon / Batgirl
- Tara Strong : Harley Quinn et Poison Ivy
- Teala Dunn : Bumblebee
- Stephanie Sheh : Katana
- Sean Schemmel : Dark Opal
- Misty Lee : Big Barda
- Yvette Nicole Brown : Principale Amanda Waller
- Tom Kenny : Crazy Quilt, James Gordon et Parasite
- Jessica DiCicco : Star Sapphire
- Dean Cain : Jonathan Kent
- Helen Slater : Martha Kent

### Voix françaises
- Barbara Beretta : Wonder Woman et Poison Ivy
- Virginie Ledieu : Kara Zor-El / Supergirl
- Karine Foviau : Barbara Gordon / Batgirl et Harley Quinn
- Camille Donda : Bumblebee
- Annie Milon : Principale Amanda Waller
- Isabelle Leprince : Eclipso

Adaptation des dialogues : Anthony Panetto ; Direction artistique : Virginie Ledieu ; Studio : Deluxe Media Paris

## Musiques
La musique du film (qui est la même que celui de la série) "That's My Girl" est interprété par le célèbre girl group Fifth Harmony.

## Autour du film
- Dean Cain était déjà connu dans Loïs et Clark : Les Nouvelles Aventures de Superman, car il avait déjà incarné Superman et Clark Kent dedans.
- Helen Slater était déjà connue, quant à elle, dans Supergirl sorti en 1984, car elle avait déjà incarné Kara Zor-El, Supergirl et Linda Lee dedans.
- Slater et Cain sont également présents Supergirl, incarnant respectivement Eliza et Jeremiah Danvers dedans.